# Sd.Kfz.301
Sd.Kfz. 301 (niem. Sonderkraftfahrzeug 301), nazywany również Schwerer Ladungsträger Borgward B IV („ciężki nosiciel ładunków...”) – niemiecki ciężki nosiciel ładunków wybuchowych, które mogły być detonowane zdalnie. Używany w czasie II wojny światowej.
W Wehrmachcie używane były trzy typy nosicieli ładunków wybuchowych: lekki Ladungsträger Goliath (Sd.Kfz. 302/303a/303b), średni Ladungsträger Springer (Sd.Kfz. 304) oraz ciężki Ladungsträger Borgward B IV (Sd.Kfz. 301). Jedynie Borgward umożliwiał przewiezienie ładunku, jego posadowienie i wycofanie pojazdu przed detonacją – pozostałe dwa typy ulegały zniszczeniu.

## Historia
W czasie inwazji na Francję w 1940 r. Niemcy opracowali nową metodę niszczenia bunkrów przy pomocy zmodyfikowanych czołgów PzKpfw. I Ausf. B, które mogły umieszczać ładunki wybuchowe bez straty nosiciela. 10 zmodyfikowanych czołgów użyto w 1 Dywizji Pancernej w 3 kompanii pionierów. Pomysł ten zaowocował zamówieniem na pojazdy specjalnego przeznaczenia dla Wehrmachtu.
W październiku 1941 roku zdecydowano na zbudowanie pojazdów B IV SdKfz. 301 na bazie B III VK 302 oraz Leichter Ladungsträger Goliath SdKfz. 302 („lekki nosiciel ładunków...”) na bazie B I i B II. Poprzednik B IV nie sprawdził się jako zdalnie sterowany wykrywacz min ani jako ciągnik amunicyjny.
W kwietniu 1942 wyprodukowano pierwsze testowe 12 sztuk, a produkcja seryjna rozpoczęła się w maju 1942. Do czerwca 1943 zbudowano ok. 600 pojazdów Borgward IV Ausf. A („wersja A”), ponadto 260 egzemplarzy Ausf. B („wersja B”) do listopada 1943 oraz 305 egzemplarzy Ausf. C pomiędzy grudniem 1943 a wrześniem 1944. Wersja Ausf. B różniła się od A masą zwiększoną o 400 kg, przesuniętą anteną i zmodyfikowanym sprzętem radiowym. Wersja Ausf. C miała masę 4,85 t, długość 4,1 m, 1,83 m szerokości i 1,25 m wysokości, jednocześnie wyposażona była w cieńszy pancerz i nowy rodzaj gąsienic. W wersji C zmieniono także silnik na mocniejszy (o mocy 78 KM), a siedzenie kierowcy przesunięto z lewej strony na prawą. Około 56 sztuk pojazdu Borgward IV przebudowano na niszczyciel czołgów Panzerjäger Wanze uzbrojony w działo 8,8 cm Panzerbüchsen 54 w końcowym etapie wojny. Co najmniej jeden Borgward IV Ausf. B został przebudowany i testowano go jako pojazd pływający, w 1943 zaś inny egzemplarz wyposażono w kamerę telewizyjną.

## Zastosowanie bojowe
Pojazdy tego typu używane były przeciwko powstańcom w powstaniu warszawskim. 13 sierpnia 1944 roku pojazd tego typu z 302. batalionu pancernego (Panzer Abteilung (FKL) 302) został zdobyty przez powstańców podczas odpierania ataku Niemców na barykadę na Podwalu. W wybuchu, znanym jako eksplozja „czołgu pułapki”, zginęło co najmniej trzysta osób, powstańców i ludności cywilnej, a drugie tyle odniosło rany.
W ścianę katedry św. Jana został wmurowany fragment gąsienicy tego pojazdu, został on jednak opatrzony błędnym podpisem „Gąsienica niemieckiego czołgu-miny «Goliat», który podczas Powstania Warszawskiego w 1944 r. zburzył część murów Katedry”.
W styczniu 1945 roku na terenie zrujnowanej Warszawy znaleziono kilkadziesiąt porzuconych Borgwardów IV (w tym niektóre wciąż wyposażone w ładunki wybuchowe). W sierpniu 1947 na Stawkach doszło do podobnej tragedii, która pochłonęła trzydzieści ofiar.
W kwietniu 2010 jeden z zachowanych egzemplarzy tego pojazdu znaleziono w Wiedniu w czasie wykonywania wykopu pod nową stację kolejową; został on przekazany do wiedeńskiego Muzeum Historii Wojskowości.

## Galeria

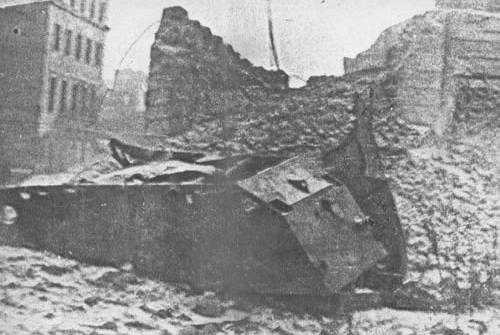
Wrak pojazdu zniszczonego 13 sierpnia 1944 roku w Warszawie na ul. Kilińskiego
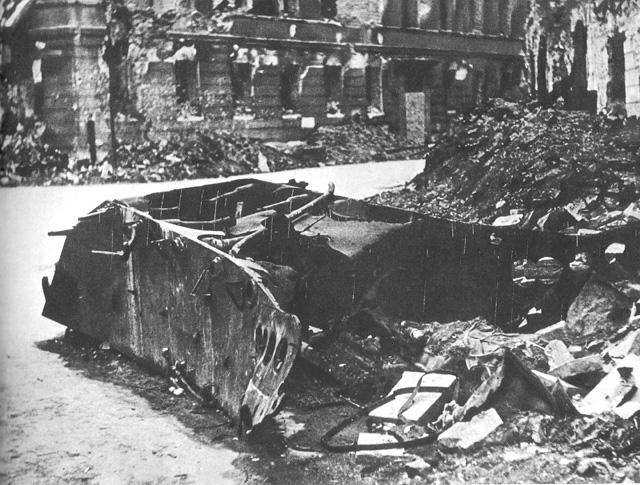
Inne zdjęcie tego samego wraku
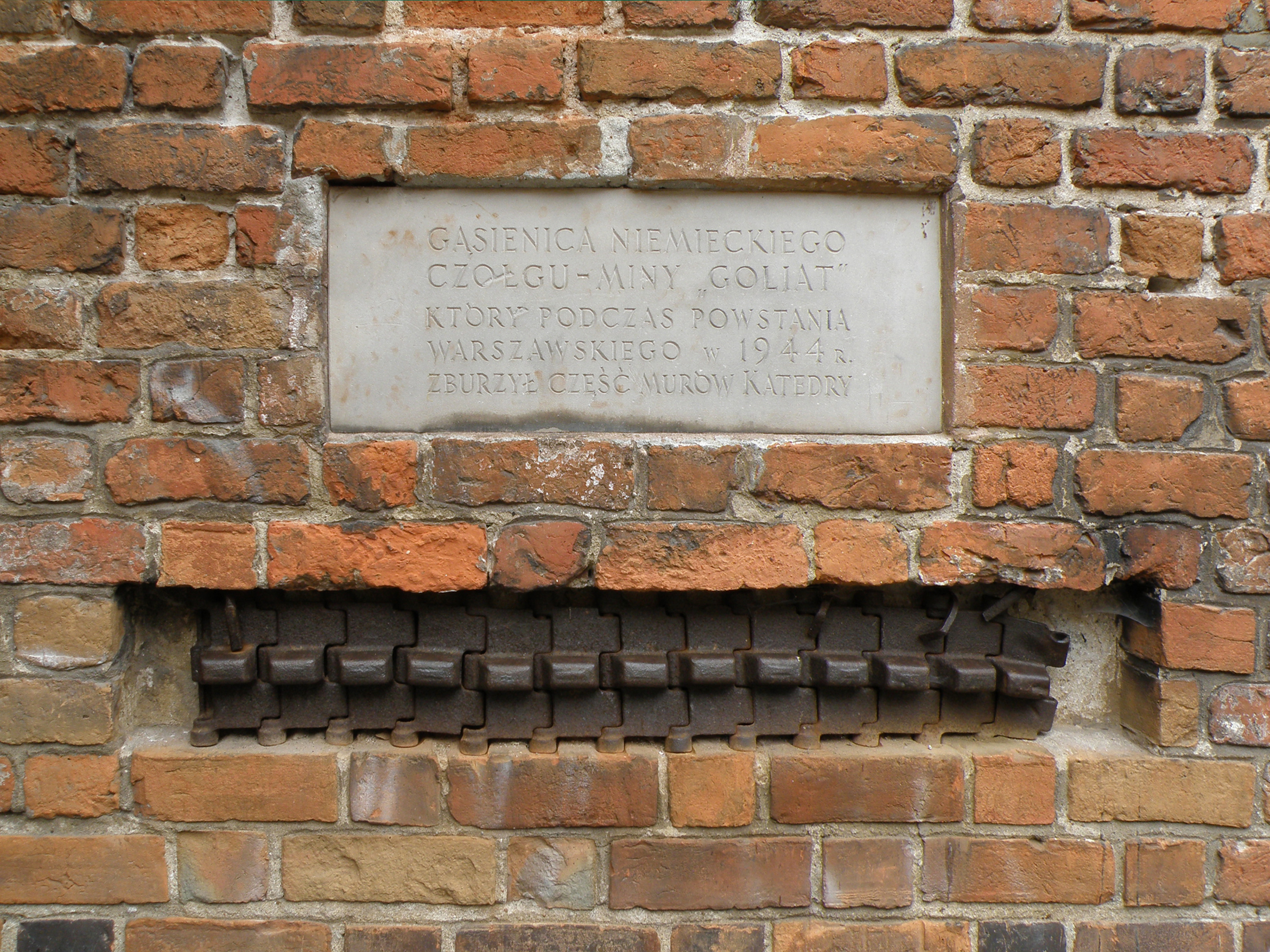
Gąsienica pojazdu opatrzona błędnym co do modelu podpisem na ścianie katedry św. Jana w Warszawie
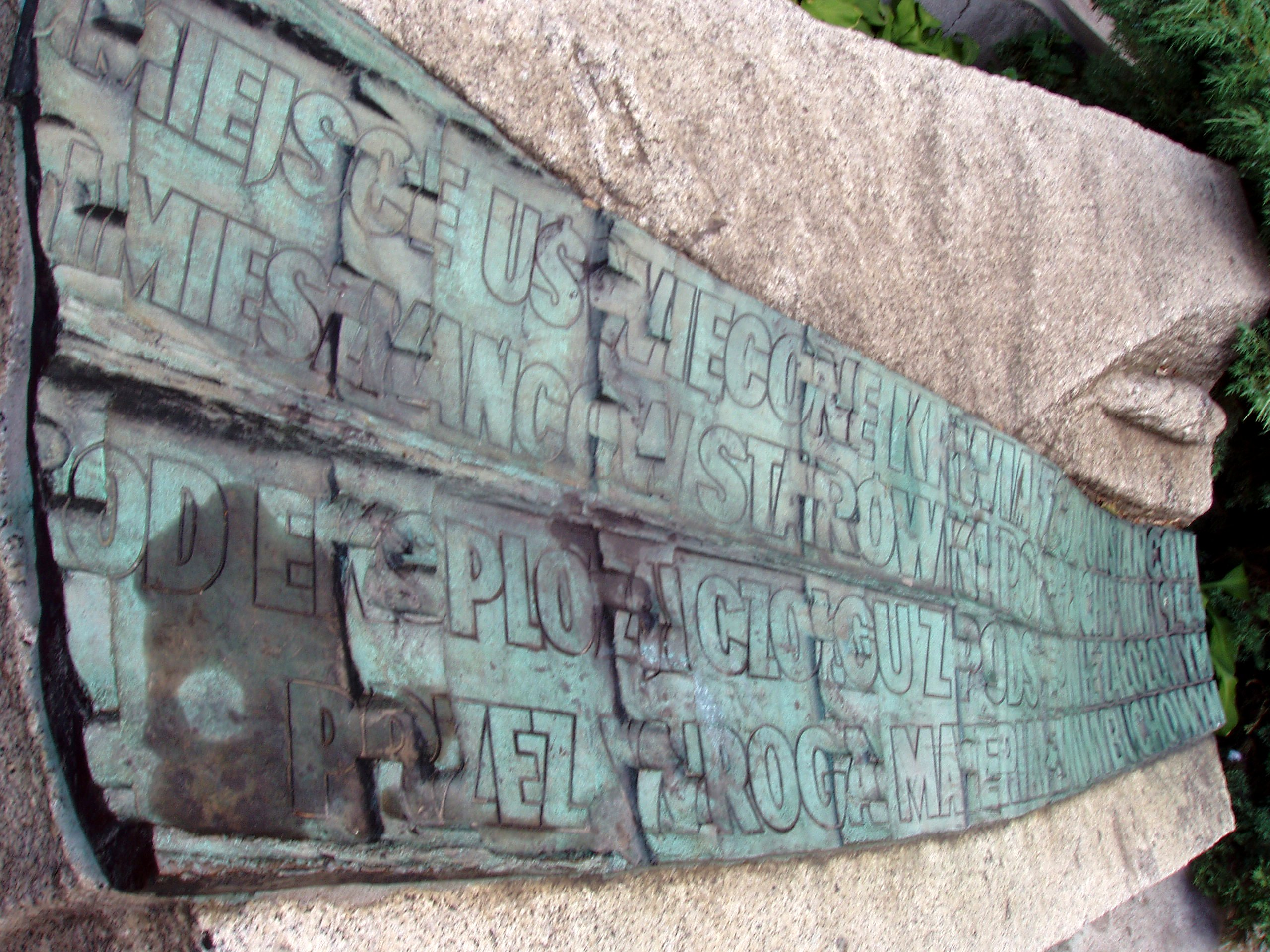
Pamiątkowa tablica w miejscu wybuchu w Warszawie
- Dane techniczne